# Abdelaziz Onkoud
Abdelaziz Onkoud (ur. 30 listopada 1972 w Azammur) – marokański szachista, mistrz międzynarodowy od 2006 roku.

## kariera szachowa
W 1996, 2000 i 2014 roku reprezentował swój kraj na szachowych olimpiadach. W 1998 roku zdobył w Casablance tytuł indywidualnego mistrza Maroka. Normy na tytuł mistrza międzynarodowego wypełnił w Rosny-sous-Bois (2002), Paryżu (2003, dwukrotnie na turniejach NAO) oraz w Malakoffie (2005).
Najwyższy ranking w dotychczasowej karierze osiągnął 1 lipca 2006 roku, z wynikiem 2427 punktów zajmował wówczas 3. miejsce (za Hichamem Hamdouchim i Mohamedem Tissirem) wśród marokańskich szachistów.